# Johan van Brakell
Johan van Brakell (± 1615 - Neerlangbroek, 30 augustus 1680), heer van Kermestein en Thedinghsweert, was onder andere lid van de Raad van State en lid van de Staten-Generaal namens het gewest Gelderland.

## Familie
Johan van Brakell was lid van geslacht Van Brakell en een zoon van Johan van Brakell († 1661), heer van Kermestein en Henrica Millinck († voor 1662).
Hij trouwde op 13 mei 1644 met Dorothea de Baers (1616-1659), dochter van Leonard de Bars de Peyrat en Antoinette van Brakell. Na het overlijden van zijn vrouw trouwde hij met Maria Louise van Liere († 1682), vrouwe van Maelsteede, Capelle en Heerjansdam, dochter van Willem van Liere en Margaretha van Leefdael.
Uit het eerste huwelijk zijn drie kinderen bekend, te weten:
- Lodewijk van Brakell (1646-1678), drost van Ter Lede, richter en dijkgraaf van Tiel en Zandwijk en overste van een infanterieregiment; trouwde in 1669 met Maria van Liere, docter van Frederik van Liere en Dorothea de Bye.
- Anthonette (1648-±1680), overleed ongehuwd.
- Johan Leonard, sneuvelde in of voor 1680 bij Maastricht.

Uit het tweede huwelijk is één kind bekend, te weten:
- Willem Frederik van Brakell

## Loopbaan
Van Brakell werd in 1637 als lid opgenomen in de ridderschap van Nijmegen en heeft daarnaast vele andere ambten en functies vervuld. Zo was hij onder andere drossaard van Lienden en is hij, tussen 1649 en 1675, drie keer aangesteld als drost van Ter Lede. De drost van Ter Lede bekleedde in een vijftal Betuwse heerlijkheden, namens de graaf van Culemborg, de ambten van schout, dijkgraaf en stadhouder van de grafelijke lenen. Deze heerlijkheden betroffen: Maurik, Eck, Ommeren, Lienden en Lede en Oudewaard. Kasteel ter Lede, dat in de laatstgenoemde heerlijkheid stond, was de ambtswoning van de drost. Naast deze lokale functies kreeg Johan ook provinciale en nationale functies, te weten: extra-ordinaris raadsheer bij het Hof van Gelre en Zutphen, lid van de Staten-Generaal namens het gewest Gelderland en lid van de Raad van State.

## Bezit
Johan werd op 9 juni 1656 beleend met Kermestein, op 13 maart 1657 met het 'huys ende hofstat' te Dreumel, op 23 juni 1657 werd hij door Anna Salome, abdis van Thorn, beleend met het Jus Domini Directi of de Lheenheerlijkheyd van het Goed Thedinxweert te Avezaath en 21 morgen land onder Zoelen, volgens Thoornsche Reghten. Op 26 november 1658 werd hij, als erve van zijn vader Johan en volgens Zutphens recht, door de heren Gedeputeerden van de Veluwe beleend met een tiende op de 'Dollenbergschen weerdt' te Lienden. In 1661 vond transport plaats door de abdis van Thorn aan Johan van alle overige oorspronkelijk leenroerige en alsnog leenachtige goederen onder de kerspelen Zoelen en Avezaath, alles onder dezelfde condities als bij het transport van 1657 inzake de Thedinghsweert.